# México y las armas de destrucción masiva
México es uno de los pocos países que tiene capacidad técnica para fabricar armas nucleares, sin embargo, ha renunciado a ellos y se comprometió a utilizar su tecnología nuclear únicamente con fines pacíficos tras el Tratado de Tlatelolco de 1967. En la década de 1970, el Instituto Nacional de Investigaciones Nucleares de México logró con éxito la creación de uranio altamente enriquecido que se utiliza en plantas de energía nuclear y en la construcción de armas nucleares. Sin embargo, el país acordó en 2012 degradar el uranio altamente enriquecido utilizado en sus plantas de energía nuclear a uranio poco enriquecido, el proceso se realizó con la asistencia del Organismo Internacional de Energía Atómica. Se desconoce si México alguna vez creó o poseyó armas nucleares o de cualquier otro tipo de Armas de destrucción masiva.

## La energía nuclear en México a través de la historia
México ha venido utilizando tecnologías como los rayos X desde fines del siglo XIX. Existen evidencias del uso de diversas radiaciones y radioisótopos para actividades médicas desde la década de 1920, práctica que se fortalecería durante las próximas décadas junto con el uso de gammagrafías industriales. Dada su enorme importancia, la investigación de las ciencias nucleares se inició formalmente a finales de los años 40 con dos campos de interés: las aplicaciones energéticas y no energéticas y el estudio de las ciencias nucleares.
El CNEN (Comité Nacional de Energía Nuclear de México) inició nueve programas: física nuclear, educación y capacitación, seminarios, reactores, radioisótopos, aplicaciones industriales para la energía nuclear, agronomía, genética y protección radiológica.
Durante los años sesenta, el proyecto científico más relevante del país fue la construcción del Centro Nuclear Salazar en el Estado de México, que se inició en 1964. Dos años después, el centro ya contaba con un acelerador de partículas Tandem Van de Graaff, y en 1968 un TRIGA Mark III. En 1972, la CNEN cambió su nombre a ININ (Instituto Nacional de Investigaciones Nucleares). Sin embargo, independientemente del nuevo nombre, su objetivo sigue siendo el mismo hasta el día de hoy.

## Actitud oficial hacia las armas nucleares
En 1961, el gobierno mexicano argumentó que el uso de armas nucleares no podía justificarse bajo el derecho a la autodefensa en la Carta de la ONU. Siete años después, el país firmaría el Tratado de Tlatelolco en el que México y varios otros países latinoamericanos acordaron no fabricar armas nucleares y limitar su tecnología nuclear solo para fines pacíficos.
En el 2000, México fue una de las siete naciones que lanzaron la declaración "Hacia un mundo libre de armas nucleares: la necesidad de una nueva agenda" en la que se pedían más acciones para implementar las disposiciones del Tratado de No Proliferación Nuclear.
En abril de 2010, el gobierno mexicano habría llegado a un acuerdo para entregar su uranio altamente enriquecido a Estados Unidos. Estados Unidos ayudaría a convertir el uranio altamente enriquecido almacenado en las instalaciones de investigación mexicanas en una forma menos enriquecida inadecuada para armas, eliminando así el uranio altamente enriquecido en México. Más tarde, en marzo de 2012, Rachel Maddow informó que todo el uranio altamente enriquecido se había eliminado de México.
En octubre de 2010, México firmó un contrato con el proveedor ruso de uranio Rosatom, que suministraría uranio poco enriquecido (3%, nivel de enriquecimiento inadecuado para armas) para la central nuclear mexicana Laguna Verde.
En 2012, México fue admitido en el Grupo de Suministradores Nucleares (GSN) como estado observador, lo que Estados Unidos afirmó como un logro en la prevención de la proliferación nuclear.